# McDonnell Douglas MD-11
 Der er for få eller ingen kildehenvisninger i denne artikel, hvilket er et problem. Du kan hjælpe ved at angive troværdige kilder til de påstande, som fremføres i artiklen.

McDonnell Douglas MD-11 er et tre-motoret wide-body passagerfly fremstillet af den amerikanske flyproducent McDonnell Douglas. Modellen er en moderniseret og forlænget udvikling af den ældre DC-10.

## Udvikling
MD-11-programmet blev lanceret d. 30. december 1986 med flyselskabet British Caledonian som første kunde. MD-11 var beregnet som en afløser for den ældre DC-10. Første flyvning for MD-11 fandt sted den 10. januar 1990, og flyet blev godkendt af myndighederne i november 1990. Det første fly blev leveret til Finnair den 7. december 1990.
Sammenlignet med DC-10, er MD-11 forlænget med 5,71 meter, winglets, ombygget halefinne, mindre haleplan, et avanceret topersoners cockpit og nye motorer. Fra 1996 blev der også solgt versioner med længere rækkevidde (MD-11ER), fragtfly (MD-11F) og fragt- og passager (MD-11C Combi).

## Produktionen slutter
I november 1997, efter at Boeing og McDonnell Douglas gik sammen, blev det offentliggjort, at produktionen af MD-11 ville ophøre. Den sidste MD-11 blev leveret til Lufthansa Cargo i 2001.
MD-11 bliver nu primært benyttet som fragtfly. Det Nederlandske flyselskab KLM var de sidste, der benyttede flytypen til passagertransport.